# Йиротка, Зденек
Зденек Франк Йиротка (чеш. Zdeněk Frank Jirotka; 15 февраля 1914, Простеёв или Тршебич — 24 мая 1981, Индиан-Рокс-Бич, Флорида) — чехословацкий хоккеист, левый нападающий. Участник зимних Олимпийских игр 1936 года, бронзовый призёр чемпионата мира 1938 года, серебряный призёр чемпионата Европы 1938 года, двукратный серебряный призёр чемпионата Европы 1936 и 1938 годов, двукратный бронзовый призёр чемпионата Европы 1934 и 1935 годов.

## Биография
Зденек Йиротка родился 15 февраля 1914 года в австро-венгерском городе Простеёв, по другим данным — в городе Тршебич (сейчас в Чехии).
Начал заниматься хоккеем с шайбой в 15 лет в «Простеёве» и уже через год играл за главную команду клуба.
Играл на позиции левого нападающего. В 1933—1943 годах выступал за пражскую «Спарту». В её составе дважды выигрывал серебряные медали чемпионата Чехословакии (1937—1938), трижды бронзовые.
В 1938 году в составе сборной Чехословакии завоевал бронзовую медаль чемпионата мира в Праге. Кроме того, ещё трижды участвовал в чемпионатах мира — в 1934 году в Милане (5-е место), в 1935 году в Давосе (4-е место), в 1937 году в Лондоне (6-е место). Завоевал в ходе этих турниров три медали чемпионата Европы: серебряную в 1938 году, бронзовые в 1934 и 1935 годах.
В 1936 году вошёл в состав сборной Чехословакии по хоккею с шайбой на зимних Олимпийских играх в Гармиш-Партенкирхене, занявшей 4-е место. Играл на позиции нападающего, провёл 4 матча, забросил 3 шайбы (по одной в ворота сборных Бельгии, Венгрии и Франции). Завоевал серебряную медаль проходившего в рамках олимпийского турнира чемпионата Европы.
Кроме того, играл в футбол и теннис. Выиграл несколько юношеских теннисных турниров.
После начала немецкой оккупации Чехословакии работал в Праге клерком. В 1944 году вернулся в Простеёв, где сыграл за сборную Моравии против сборной Чехии. К концу Второй мировой войны перебрался в Англию, где поступил на службу в британскую армию. В её составе участвовал в боях с немцами под Дюнкерком и в Нормандии.
После окончания войны вернулся в Чехословакию, работал инженером. Выступал за «Простеёв» в течение двух сезонов.
После того как в феврале 1948 году к власти в Чехословакии пришли коммунисты, опасаясь, что подвергнется преследованиям как бывший военнослужащий британской армии, эмигрировал в США. Поселился в Чикаго, где руководил Европейским исследовательским клубом, который призывал экспатриатов из Восточной Европы выступать против коммунизма.
Выйдя на пенсию, перебрался во Флориду.
Умер 24 мая 1981 года в американском городе Индиан-Рокс-Бич.

## Семья
Младший брат — Драгомир Йиротка (1915—1958), чехословацкий хоккеист. Участник зимних Олимпийских игр 1936 года, бронзовый призёр чемпионата мира 1938 года.